# Élections législatives de 2012 dans l'Allier
Les élections législatives françaises de 2012 se déroulent les 10] et 17 juin 2012. Dans le département de l'Allier , trois députés sont à élire dans le cadre de trois circonscriptions, soit une de moins que la législature précédente, à la suite du redécoupage électoral.

## Élus
| Circonscription | Député sortant    | Parti | Parti | Groupe   | Député élu ou réélu | Parti          | Parti          | Groupe         |
| --------------- | ----------------- | ----- | ----- | -------- | ------------------- | -------------- | -------------- | -------------- |
| 1re             | Guy Chambefort    |       | DVG   | SRC      | Guy Chambefort      |                | PS             | SRC            |
| 2e              | Bernard Lesterlin |       | PS    | SRC      | Bernard Lesterlin   |                | PS             | SRC            |
| 3e              | Jean Mallot       |       | PS    | SRC      | Gérard Charasse     |                | PRG            | RRDP           |
| 4e              | Gérard Charasse   |       | PRG   | app. SRC | Siège supprimé      | Siège supprimé | Siège supprimé | Siège supprimé |

## Impact du redécoupage territorial
Le département perd l'un de ses 4 sièges avec le redécoupage qui entraîne des modifications dans toutes les circonscriptions sortantes.
La disparition de la 4e circonscription (en fait, la 3e) entraîne des modifications dans toutes les autres. Les cantons de Cérilly, Ebreuil, Hérisson et Montmarault vont à la 2e circonscription; ceux de Bourbon-l'Archambault, Chantelle, Saint-Pourçain-sur-Sioule, Souvigny et de Canton de Varennes-sur-Allier vont à la 1re, laquelle échange les cantons du Donjon et de Jaligny-sur-Besbre contre les cantons du Montet et de Lurcy-Lévis avec la (nouvelle) 3e (- ancienne 4e), qui gagne le canton de Gannat.

## Positionnement des partis
- Le PS se présente de façon autonome dans le département sur les deux premières  circonscriptions (Moulins et Montluçon), et soutient le PRG sortant Gérard Charasse sur la 3e (Vichy).
- EELV se présente de façon autonome sur les trois circonscriptions.

## Résultats

### Analyse
L'Allier a perdu une de ses quatre circonscriptions mais confirme la poussée socialiste observée en 2007. Le Front de gauche, qui pouvait nourrir quelques espoirs dans ce département dont le PCF préside le conseil général, est systématiquement devancé par les députés socialistes sortants. Ensuite, ces derniers l'emportent largement au second tour dans les duels qui les opposent aux maires UMP de Moulins et de Montluçon. Ceux-ci sont même battus dans les villes qu'ils administrent. Au sud-est, le radical de gauche Gérard Charasse l'emporte sur le maire UMP de Vichy Claude Malhuret pour la quatrième fois consécutive.

### Résultats à l'échelle du département
| Parti          | Parti                                | Premier tour | Premier tour | Second tour | Second tour | Sièges |
| Parti          | Parti                                | Voix         | %            | Voix        | %           | Sièges |
| -------------- | ------------------------------------ | ------------ | ------------ | ----------- | ----------- | ------ |
|                | Parti socialiste                     | 39 775       | 25,91        | 61 666      | 40,72       | 2      |
|                | Parti radical de gauche              | 19 996       | 13,03        | 26 301      | 17,37       | 1      |
|                | Europe Écologie Les Verts            | 3 268        | 2,13         |             |             | 0      |
|                | Majorité présidentielle              | 63 039       | 41,07        | 87 967      | 58,09       | 3      |
|                |                                      |              |              |             |             |        |
|                | Union pour un mouvement populaire    | 49 524       | 32,26        | 63 458      | 41,91       | 0      |
|                | Divers droite dont DLR et PCD        | 811          | 0,53         |             |             | 0      |
|                | Parti radical                        | 325          | 0,21         | 0           |             |        |
|                | Nouveau centre                       | 273          | 0,18         | 0           |             |        |
|                | Droite parlementaire                 | 50 933       | 33,18        | 63 458      | 41,91       | 0      |
|                |                                      |              |              |             |             |        |
|                | Front de gauche                      | 19 042       | 12,41        |             |             | 0      |
|                | Front national                       | 16 903       | 11,01        | 0           |             |        |
|                | Divers écologiste dont LT-LNÉ et AÉI | 1 499        | 0,98         | 0           |             |        |
|                | Extrême gauche dont LO, NPA et POI   | 1 483        | 0,97         | 0           |             |        |
|                | Mouvement démocrate                  | 593          | 0,39         | 0           |             |        |
|                |                                      |              |              |             |             |        |
| Inscrits       | Inscrits                             | 256 123      | 100,00       | 256 021     | 100,00      | 3      |
| Abstentions    | Abstentions                          | 99 716       | 38,93        | 98 961      | 38,65       |        |
| Votants        | Votants                              | 156 407      | 61,07        | 157 060     | 61,35       |        |
| Blancs et nuls | Blancs et nuls                       | 2 915        | 1,86         | 5 635       | 3,59        |        |
| Exprimés       | Exprimés                             | 153 492      | 98,14        | 151 425     | 96,41       |        |

### Résultats par circonscription

#### Première circonscription (Moulins)
| Candidat       | Candidat                     | Parti          | Premier tour | Premier tour | Second tour | Second tour |  |
| Candidat       | Candidat                     | Parti          | Voix         | %            | Voix        | %           |  |
| -------------- | ---------------------------- | -------------- | ------------ | ------------ | ----------- | ----------- |  |
|                | Guy Chambefort sortant réélu | PS             | 20 947       | 38,17        | 31 207      | 57,62       |  |
|                | Pierre-André Périssol        | UMP (NC)       | 18 312       | 33,36        | 22 956      | 42,38       |  |
|                | Marie-Françoise Lacarin      | FG (PCF)       | 8 050        | 14,67        |             |             |  |
|                | Yves Lecrique                | RBM (FN)       | 5 307        | 9,67         |             |             |  |
|                | Gérard Matichard             | EÉLV           | 1 296        | 2,36         |             |             |  |
|                | Gérard Guillaumin            | LT-LNÉ         | 543          | 0,99         |             |             |  |
|                | Bernard Lebel                | LO             | 429          | 0,78         |             |             |  |
|                |                              |                |              |              |             |             |  |
| Inscrits       | Inscrits                     | Inscrits       | 90 355       | 100,00       | 90 327      | 100,00      |  |
| Abstentions    | Abstentions                  | Abstentions    | 34 415       | 38,09        | 34 134      | 37,79       |  |
| Votants        | Votants                      | Votants        | 55 940       | 61,91        | 56 193      | 62,21       |  |
| Blancs et nuls | Blancs et nuls               | Blancs et nuls | 1 056        | 1,89         | 2 030       | 3,61        |  |
| Exprimés       | Exprimés                     | Exprimés       | 54 884       | 98,11        | 54 163      | 96,39       |  |

#### Deuxième circonscription (Montluçon)
| Candidat       | Candidat                        | Parti          | Premier tour | Premier tour | Second tour | Second tour |  |
| Candidat       | Candidat                        | Parti          | Voix         | %            | Voix        | %           |  |
| -------------- | ------------------------------- | -------------- | ------------ | ------------ | ----------- | ----------- |  |
|                | Bernard Lesterlin sortant réélu | PS             | 18 828       | 36,51        | 30 459      | 59,24       |  |
|                | Daniel Dugléry                  | UMP            | 15 980       | 30,99        | 20 956      | 40,76       |  |
|                | Luc Bourduge                    | FG (PCF)       | 8 342        | 16,18        |             |             |  |
|                | Pascal Courty                   | RBM (FN)       | 5 181        | 10,05        |             |             |  |
|                | Marie Couval                    | EÉLV (MÉI)     | 1 069        | 2,07         |             |             |  |
|                | Bernard Taillandier             | DLR            | 811          | 1,57         |             |             |  |
|                | Jean-Marie Guillaumin           | LT-LNÉ         | 507          | 0,98         |             |             |  |
|                | René Casilla                    | NPA            | 390          | 0,76         |             |             |  |
|                | Véronique Dreyfus               | LO             | 336          | 0,65         |             |             |  |
|                | Jean-Paul Moret                 | POI            | 121          | 0,23         |             |             |  |
|                |                                 |                |              |              |             |             |  |
| Inscrits       | Inscrits                        | Inscrits       | 86 739       | 100,00       | 86 702      | 100,00      |  |
| Abstentions    | Abstentions                     | Abstentions    | 34 099       | 39,31        | 33 224      | 38,32       |  |
| Votants        | Votants                         | Votants        | 52 640       | 60,69        | 53 478      | 61,68       |  |
| Blancs et nuls | Blancs et nuls                  | Blancs et nuls | 1 075        | 2,04         | 2 063       | 3,86        |  |
| Exprimés       | Exprimés                        | Exprimés       | 51 565       | 97,96        | 51 415      | 96,14       |  |

#### Troisième circonscription (Vichy)
| Candidat       | Candidat                      | Parti          | Premier tour | Premier tour | Second tour | Second tour |  |
| Candidat       | Candidat                      | Parti          | Voix         | %            | Voix        | %           |  |
| -------------- | ----------------------------- | -------------- | ------------ | ------------ | ----------- | ----------- |  |
|                | Gérard Charasse sortant réélu | PRG (PS)       | 19 996       | 42,51        | 26 301      | 57,37       |  |
|                | Claude Malhuret               | UMP            | 15 232       | 32,38        | 19 546      | 42,63       |  |
|                | Claudine Lopez                | RBM (FN)       | 6 415        | 13,64        |             |             |  |
|                | Pascale Semet                 | FG (PCF) (PG)  | 2 650        | 5,63         |             |             |  |
|                | Anne Babian-Lhermet           | EÉLV           | 903          | 1,92         |             |             |  |
|                | Silvie Rasile                 | CpF (MoDem)    | 593          | 1,26         |             |             |  |
|                | Pascal Javerliat              | PRV            | 325          | 0,69         |             |             |  |
|                | Patrice Rucar                 | LT-LNÉ         | 307          | 0,65         |             |             |  |
|                | Jean-Marc Carcassin           | NC             | 273          | 0,58         |             |             |  |
|                | Monique Roche                 | LO             | 207          | 0,44         |             |             |  |
|                | Renaud Siry                   | AÉI            | 142          | 0,30         |             |             |  |
|                |                               |                |              |              |             |             |  |
| Inscrits       | Inscrits                      | Inscrits       | 79 029       | 100,00       | 78 992      | 100,00      |  |
| Abstentions    | Abstentions                   | Abstentions    | 31 202       | 39,48        | 31 603      | 40,01       |  |
| Votants        | Votants                       | Votants        | 47 827       | 60,52        | 47 389      | 59,99       |  |
| Blancs et nuls | Blancs et nuls                | Blancs et nuls | 784          | 1,64         | 1 542       | 3,25        |  |
| Exprimés       | Exprimés                      | Exprimés       | 47 043       | 98,36        | 45 847      | 96,75       |  |